# Pondoh
Pondoh is een bestuurslaag in het regentschap Indramayu van de provincie West-Java, Indonesië. Pondoh telt 3407 inwoners (volkstelling 2010).